# Scaffold
Gli scaffold (tradotto letteralmente in italiano: impalcatura) rappresentano la principale risorsa dell’ingegneria tissutale, la quale si occupa di ripristinare le funzionalità di tessuti e organi danneggiati. Si tratta di strutture artificiali con caratteristiche morfologiche nanometriche ingegnerizzate in modo da emulare la matrice extracellulare (ECM) al fine di ospitare e sostenere le coltivazioni cellulari e favorirne la crescita fino all’ottenimento della rigenerazione del tessuto danneggiato.
In particolare, l’obiettivo è ricreare un ambiente che agevoli attaccamento, migrazione e proliferazione delle cellule, ne guidi il comportamento e veicoli il trasporto di nutrimenti.
Inizialmente, i primi ad essere stati progettati avevano dimensioni strutturali micrometriche, ma ebbero scarso successo in quanto molto lontani dalla natura dei tessuti umani; vennero quindi presto rimpiazzati da scaffold dalla morfologia nanometrica che, grazie alle loro caratteristiche, più si avvicinano alle peculiarità dei tessuti naturali.
Attualmente, la ricerca si sta concentrando sulla messa a punto di moderne strutture in grado di riassorbirsi autonomamente man mano che il tessuto si rigenera, in modo che al termine del processo di sintesi il tessuto sia costituito unicamente da materiale biologico. La terapia risulterà quindi essere meno invasiva per il paziente, non essendo necessario un intervento chirurgico per rimuovere l’impianto.

## Proprietà dello scaffold
Un fattore determinante per il successo dell'ingegneria tissutale nella riparazione e sintesi di tessuti e organi risulta essere la corretta progettazione dello scaffold; dal momento che deve rimpiazzare la matrice extracellulare naturale, lo scaffold dovrà influire correttamente sulle proprietà biomeccaniche, biochimiche e biologiche del tessuto e delle cellule. 
Innanzitutto, è fondamentale la biocompatibilità e la non tossicità per l’organismo ospitante; è importante, infatti, non solo che l’impianto non produca effetti indesiderati ma anche che induca la crescita e la differenziazione delle cellule al suo interno.
Lo scaffold deve poi possedere un giusto grado di permeabilità, ovvero porosità tale che interstizi e pori abbiano un'adeguata dimensione e costituiscano un reticolo percolativo che favorisca la crescita e disposizione cellulare, l'apporto di sostanze nutritive e lo smaltimento dei prodotti metabolici. Contemporaneamente però il grado di vuoto non dev’essere troppo elevato in modo da non andare ad inficiare le proprietà meccaniche. Generalmente, si ritiene che una porosità dell’ordine dell’80/90% garantisca una buona interconnessione, permettendo una rigenerazione tissutale adeguata. 
Nel caso di scaffold bioriassorbibili, la velocità di degradazione deve essere compatibile con quella di formazione del nuovo tessuto, in modo tale da garantire il corretto sostegno e contemporaneamente la libera crescita; 
Lo scaffold deve avere un'alta area superficiale e adeguate proprietà fisico-chimiche superficiali (ad esempio topografia, carica superficiale, adsorbimento e rilascio di proteine) tali da favorire l'adesione, la crescita, la proliferazione, la differenziazione e la migrazione cellulare grazie a corrette interazioni cellula – scaffold; 
Al fine della biomimesi è fondamentale riuscire ad imprimere al tessuto sintetico proprietà meccaniche simili al tessuto naturale che si vuole rimpiazzare, in modo tale da favorire una corretta interazione con l’ambiente circostante una volta innestato in vivo; sopportando, perciò, i carichi e stress fisiologici cui sarà soggetto ed evitando l'insorgere di zone di accumulo di stress residuo all'interfaccia tra il tessuto sintetico e l'ambiente circostante che possono portare ad un degrado o una rottura accelerata del tessuto artificiale o di quelli circostanti (si pensi, ad esempio, all'innesto di protesi nel tessuto osseo). 
Lo scaffold deve mantenere adeguate proprietà meccaniche per assicurare l'integrità strutturale del tessuto e l'architettura cellulare, soprattutto durante la fase di degradazione.

## Influenza dei nanomateriali sulle proprietà finali
Nei tessuti naturali, le cellule sono circondate da una matrice extracellulare, detta ECM, caratterizzata da una rete di nanofibre gerarchicamente organizzate. Questa particolare architettura, permettendo una perfetta interazione tra cellule ed ECM, garantisce supporto alle cellule e ne guida il comportamento.
Dal momento che uno dei fattori determinanti per il successo dello scaffold nella sintesi di tessuti artificiali è quella di ottenere proprietà analoghe a quelle del tessuto naturale che si vuole sostituire, risulta fondamentale riuscire ad emulare il più possibile la struttura dell’ECM, in modo da garantire la migliore interazione possibile tra impianto e corpo umano.
In particolare, per la progettazione biomimetica della matrice extracellulare del tessuto si deve essere in grado di riprodurre le proprietà fisiche della ECM, i segnali chimici prodotti dalle proteine e i peptidi che costituisco la costituisco e la sua topografia su scala nanometrica.
Di conseguenza, le nanotecnologie ricoprono un ruolo centrale nello sviluppo dell’ingegneria tissutale e, in particolare, nella produzione di scaffold.
È stato inoltre dimostrato che l’allineamento delle nanofibre di cui può essere composto uno scaffold influenza la disposizione e l’elongazione delle cellule colonizzatrici. Un’ingegnerizzazione in tal senso può di conseguenza guidare la crescita delle cellule in modo, ad esempio, da ottenere una particolare anisotropia.
Oltre a ciò, la combinazione tra struttura nano porosa e l’elevato rapporto tra area superficiale e volume favoriscono l’adesione, la proliferazione, la migrazione e la differenziazione delle cellule ospitate. Infatti, i moderni scaffold sono progettati in modo tale da non stimolare reazioni di rigetto da parte del paziente, ma anche che siamo in grado di partecipare attivamente al processo di rigenerazione dei tessuti.

## Scaffold 2D e 3D
Tipicamente gli scaffold vengono classificati in base alle dimensioni in cui avviene la crescita delle cellule.
Gli scaffold bidimensionali consistono generalmente in una superficie che presenta caratteristiche di dimensione nanometrica. Sono solitamente utilizzati per la cultura cellulare in vitro e la crescita tissutale sulla superficie di dispositivi impiantati. Questa tipologia di scaffold è molto utilizzata nell’ambito della ricerca vista la facilità di osservazione e misurazione e all’economicità di produzione.
Gli Scaffold tridimensionali sono in grado di superare le problematicità che sussistono nel caso di una crescita bidimensionale in vitro avvicinando la modalità di crescita a quella naturale dei tessuti umani.
Per mimare la composizione della ECM si utilizzano sia polimeri naturali che polimeri sintetici
I polimeri naturali come proteine e polisaccaridi, biocompatibili e bioattivi, hanno lo svantaggio che scaffold prodotti con questi materiali tendono a degradarsi velocemente in ambiente fisiologico e possiedono proprietà meccaniche scarse.
I polimeri sintetici, come PCL, PLA, PGA, PLGA e i loro copolimeri, consentono invece di produrre scaffold con proprietà meccaniche elevate, elevata stabilità dimensionale in ambiente fisiologico e velocità di degradazione regolabile. I polimeri sintetici non sono però bioattivi e quindi in grado di indirizzare il comportamento cellulare.
Viste le caratteristiche complementari di polimeri naturali e sintetici si cerca di combinarli in modo da sfruttare i vantaggi offerti da uno e l'altro tipo.
Lo scaffold consiste in entrambi i casi in un idrogel, cioè in un reticolo polimerico che intrappola al suo interno una fase continua liquida acquosa. Nel caso di scaffold bidimensionali il gel ha geometria di uno strato di spessore nanometrico. In particolare, lo scaffold bidimensionale viene prodotto realizzando uno strato in polimero sintetico e in seguito funzionalizzando la sua superficie con proteine, polisaccaridi e peptidi bioattivi in modo da renderlo in grado di regolare la risposta cellulare. Gli scaffold tridimensionali sono invece materiali bulk.
Inoltre, possono essere utilizzati nanomateriali come additivi alla matrice polimerica. Polimeri funzionali, cioè polimeri elettricamente conduttivi vengono impiegati nella riparazione di tessuti neurali e nella stimolazione dei neuroni. Nell'ingegneria osseo-tissutale si utilizza idrossiapatite sotto forma di nanoparticelle miscelate a polimeri sintetici o naturali (ad esempio collagene) in quanto imita la dimensione dei cristalli minerali nelle ossa e negli altri tessuti mineralizzati. Nanoparticelle metalliche e nanomateriali a base di carbonio e titanio trovano numerose applicazioni.

## Superficie dello scaffold
La superficie dello scaffold è l’elemento attraverso cui avviene l’interazione con le cellule del tessuto da rigenerare e l’ambiente dell’ospite. Risulta quindi di fondamentale importanza la biomimesi sulla superficie della ECM del tessuto al fine di favorire la crescita cellulare, l’integrazione e minimizzare la risposta immunitaria.

### Nanocoatings
I nanocoatings consistono in rivestimenti di spessore nanometrico depositati sulla superficie al fine di riprodurre la ECM del tessuto da rigenerare e al cui interno possono venir inseriti fattori di crescita, farmaci, nanoparticelle e agenti antibatterici. I nanocoatings possono venir utilizzati sia come substrati per la coltura cellulare 2D in vitro sia per il rivestimento della superficie di dispositivi impiantati in modo da favorirne l’integrazione.

### Funzionalizzazione superficiale
Con funzionalizzazione superficiale si intende la formazione di legami tra la superficie e biomolecole allo scopo di aumentare la biocompatibilità, aumentare l’adesione cellulare, guidare il comportamento cellulare, riconoscere target specifici, stimolare la differenziazione cellulare, controllare il rilascio di farmaci, ostacolare la proliferazione di batteri. Nell’ambito della produzione di scaffold si ha interesse ad ottenere una funzionalizzazione superficiale di un gran numero di strutture differenti (nanoparticelle, nanotubi, grafene…). In ogni caso la funzionalizzazione porta alla formazione di legami covalenti o all’adsorbimento delle biomolecole sulla superficie.

#### Pre-funzionalizzazione e funzionalizzazione della superficie di scaffold 2D
Nella produzione di scaffold 2D, i polimeri sintetici utilizzati, essendo poliesteri (PCL, PLA, PGA e i loro copolimeri), non presentano catene laterali con gruppi funzionali. Devono quindi venir pre-funzionalizzati in modo da renderli reattivi prima di poter procedere alla funzionalizzazione con biomolecole.
Al fine di pre-funzionalizzare la superficie dello scaffold si può ricorrere a tecniche come ammonolisi, idrolisi e trattamento al plasma.
L’ammonolisi e l’idrolisi consistono nella rottura di legami esterici superficiali con introduzione di gruppi carbossilici e ossidrilici sulla superficie. Nel caso di trattamento al plasma, invece, il bombardamento ionico, oltre a pulire e sterilizzare la superficie, porta alla formazione di radicali che possono venir sfruttati per legare gruppi funzionali superficiali. Il trattamento al plasma ha il vantaggio di poter essere applicato con qualsiasi substrato polimerico.
La superficie può poi venir funzionalizzata:
- Mediante reazione tra i gruppi funzionali presenti sulla superficie e biomolecole contendenti gruppi amminici come proteine, peptidi biomimetici e polisaccaridi. In questo caso le biomolecole risultano legate alla superficie tramite legami covalenti.

- Mediante l’adsorbimento fisico sulla superficie di biomolecole. In questo caso il pretrattamento della superficie ha lo scopo di aumentare l’adsorbimento superficiale e la stabilità del coating che però risulta comunque limitata nel tempo[5].

Una delle tecniche di funzionalizzazione al momento maggiormente investigata è quella di deposizione Layer-by-Layer. Tale tecnica consente di depositare uno sull’altro nanofilms di materiale differente con elevato controllo sullo spessore e sulla composizione di ciascuno strato. Si riescono ad ottenere coatings stabili mediante la deposizione alternata di policationi e polianioni, come proteine e polisaccaridi, in modo che si stabiliscano forti interazioni elettrostatiche al pH fisiologico.

## Influenza della topografia superficiale
La matrice extracellulare è composta da elementi di dimensione nanometrica che sono in grado di influenzare il comportamento e determinare l’evoluzione del ciclo di vita delle cellule costituenti il tessuto. Le cellule risultano cioè sensibili alla presenza di elementi di dimensione nanometrica e si è visto che variano la loro risposta varia al variare del pattern secondo cui questi sono disposti. Gli stimoli meccanici indotti dalla nanotopografia della superficie vengono infatti convertiti in segnali biochimici all’interno della cellula secondo un processo detto meccanotrasduzione. Si ha quindi l’interesse a ricreare sulla superficie queste caratteristiche nanometriche in modo da favorire la crescita del tessuto.

### Nanopattern
Con nanopattern superficiale si intende la presenza su una superficie di caratteristiche nanometriche disposte in modo da ottenere una particolare geometria. La nanolitografia risulta essere una delle tecniche maggiormente impiegate per la produzione.
Gli elementi di dimensione nanometrica possono avere geometria differente (nanobuche, nanogriglie, nanocreste e nanocolonne…). Per descrivere il pattern si definiscono parametri geometrici per ciascuna delle possibili geometrie degli elementi nanometrici e parametri geometrici di spaziatura che ne descrivono la distribuzione sulla superficie. I valori assunti da questi parametri risultano fondamentali nel determinare la risposta delle cellule all’interazione con la superficie.
Si è visto che al variare dei parametri geometrici la nanotopografia superficiale è in grado di influenzare l’adesione, la proliferazione, la propagazione, la migrazione delle cellule sulla superficie; stimolare la differenziazione cellulare, l’apoptosi e la fagocitosi di un gran numero di cellule differenti; influenzare la forma delle cellule e la loro distribuzione lungo cammini specifici attraverso caratteristiche di anisotropia del pattern; favorire selettivamente la crescita di una tipologia di cellule sfavorendo la crescita di altre.

## Superfici antibatteriche nell’ingegneria tissutale
Uno dei problemi che si riscontrano nel caso di rigenerazione tissutale è la presenza di batteri sulla superficie dello scaffold. Questi aderiscono alla superficie, iniziano a moltiplicarsi e produrre proteine che vanno a costituire un biofilm protettivo. Il biofilm aumenta la resistenza agli agenti antibatterici e giunto a maturazione si rompe in modo da permettere la migrazione dei batteri con possibile sviluppo di infezioni sistemiche.
Una superficie antibatterica è una superficie in grado di ridurre l’adesione e la proliferazione di batteri. Esse possono venir classificate in superfici antibiofouling, tali per cui l’adesione dei batteri alla superficie è sfavorita, superfici battericide in grado, invece, di inattivare i batteri che entrano in contatto con la superficie e causarne la morte cellulare.
I coatings superficiali e la nanotopologia della superficie possono venir sfruttati per ottenere superfici battericide.
Coatings superficiali contenenti nanoparticelle metalliche e nanotubi si sono dimostrati in grado di causare la rottura della membrana batterica e danneggiare il DNA batterico tramite il rilascio di ioni metallici e la formazione di specie reattive dell’ossigeno (ROS).
In natura si incontrano numerosi esempi di superfici antibatteriche (ali della cicala, pelle del geko…) caratterizzate dalla presenza di elementi con geometria nanocolonnare (nanopillars). Questi elementi nanometrici da un lato ostacolano l’adesione dei batteri alla superficie, dall’altro sono in grado di causare la rottura della membrana cellulare per contatto meccanico e quindi la morte delle cellule batteriche. L’elevato rapporto d’aspetto degli elementi nanometrici e la loro spaziatura sulla superficie sono infatti tali da causare la deformazione della membrana fino ad arrivare a rottura. La biomimesi di queste superfici si basa sulla riproduzione di questi elementi nanometrici appuntiti con elevato rapporto d’aspetto tramite nanolitografia, la deposizione di nanofili, l’utilizzo di nanotubi e di fogli di ossido di grafene (GO).

## Elementi nanostrutturati inseriti all’interno degli scaffold

### Nanoparticelle
Le nanoparticelle in qualità delle loro caratteristiche sono ampiamente utilizzate nell’ingegneria tissutale. Esse presentano dimensioni paragonabili a quelle dei componenti dell’ECM e possono quindi diffondere facilmente attraverso le membrane cellulari. I materiali con cui si possono realizzare le nanoparticelle possono essere a base di: carbonio, metalli, ceramici, polimeri, semiconduttori e lipidi.
I metodi utilizzati per sintetizzare una nanoparticella sono differenti.
Solitamente le nanoparticelle vengono incorporate in scaffold 3D, idrogel o fibre svolgendo differenti importanti funzioni: 
- Miglioramento proprietà biologiche: aumento tassi di proliferazione cellulare. Nel caso della rigenerazione dei tessuti le nanoparticelle possono venire caricate in scaffold 3D permettendo modifiche superficiali, aumentando la rugosità e inducendo quindi la differenziazione osteogenica e adipogenica delle cellule staminali mesenchimali (MSC). Per potenziare ulteriormente queste capacità le nanoparticelle possono venir inserite anche in idrogel oppure in nanofili. Viene così migliorata la proliferazione cellulare;

- Valorizzazione proprietà meccaniche: quando le nanoparticelle vengono incorporate in scaffold o idrogel agiscono come rinforzi aumentando le proprietà meccaniche, creando dei forti legami con la struttura nella quale vengono inserite;

- Miglioramento proprietà antibatteriche: scaffold a base di nanoparticelle d’argento, di zinco, di selenio o di ossido di ferro sviluppano buone proprietà antibatteriche, particolarmente importanti per prevenire infezioni durante il processo di guarigione;

- Stimolazione cellulare per meccanotrasduzione: molecole bioattive, fattori di crescita e forze meccaniche influenzano le vie di meccanostrasduzione. Differenti approcci sono stati utilizzati per potenziare i meccanismi che convertono lo stimolo meccanico in attività elettrochimica. Le nanoparticelle magnetiche rappresentano un valido approccio per migliorare questi processi di conversione perché possono venir controllate a distanza sia spazialmente che temporalmente tramite l’applicazione di campi magnetici. In questo modo le nanoparticelle magnetiche possono indurre differenti stimoli nelle cellule circostanti;

- Consegna genetica: per un’efficace terapia genetica è fondamentale costruire un sistema vettoriale con elevata efficienza di trasfezione genica, bassa citotossicità e alta specificità per le cellule maligne. Questo può essere raggiunto usando nanoparticelle e nanomateriali auto-assemblati nei processi di trasfezione, trasduzione virale e modellazione di celle magnetiche. La trasfezione genetica può essere migliorata tramite la magnetofezione che si avvale dell’uso di nanoparticelle magnetiche. Materiali utilizzati possono essere ossido di ferro, silice o nanotubi di carbonio.

### Nanotubi di biossido di titanio
Il titanio è uno dei materiali maggiormente utilizzati nell’ambito biomedicale e più precisamente nell’ingegneria tissutale per via della sua elevata biocompatibilità, elevata resistenza meccanica ed elevata resistenza alla corrosione.
I nanotubi di biossido di titanio, TNT, trovano applicazione in questo settore perché consentono di combinare le elevate proprietà del materiale ad una morfologia che in grado di riprodurre quella naturale dei tessuti che si è interessati a rigenerare. In particolare, i TNT sono utilizzati nella rigenerazione del tessuto osseo. I nanotubi di biossido di titanio possono venir funzionalizzati con biomolecole al fine di aumentarne la biocompatibilità, di guidare il comportamento cellulare e in generale di specializzarli per differenti applicazioni.

### Nanotubi di carbonio
Il carbonio e i suoi derivati rappresentano una delle risorse più utilizzate nell’ingegneria tissutale, sia grazie all’eccezionale biocompatibilità (il 18% in peso del corpo umano è costituito da carbonio) che per le ottime proprietà meccaniche raggiungibili.
Le tipologie di nanotubi maggiormente utilizzate sono quelle a singola (SWCNTs – single walled nanotubes) o a multipla parete (MWCNTs - multiwalled nanotubes). L’interesse verso queste strutture è dovuto in particolare alle loro proprietà di conduzione elettrica; esibiscono infatti un comportamento che può avvicinarsi sia a quello tipico di materiali conduttori che semiconduttori. Queste caratteristiche di conduzione dei CNTs sono principalmente sfruttate al fine di influenzare la conducibilità degli scaffolds, il che risulta utile soprattutto per quanto riguarda la rigenerazione del tessuto cardiaco. Si è infatti dimostrato, sulla base di esperimenti condotti su ratti di laboratorio, che cardiomiociti cresciuti in scaffold arricchiti da nanotubi di carbonio evidenziano un aumento di sincronia durante il battito; oltre a ciò, la proliferazione e maturazione delle cellule risulta essere migliorata. Altri studi dimostrano la capacità dei CNTs di influenzare cellule staminali mesenchimatiche a differenziarsi in cellule cardiache.
Considerazioni analoghe possono venir fatte anche per quanto riguarda la rigenerazione di tessuto nervoso e la differenziazione di cellule staminali in cellule neuronali.
La conducibilità elettrica può inoltre essere sfruttata, assieme all’elevato rapporto d’aspetto che permette di ottenere uno scaffold con maggior grado di allineamento delle fibre, in substrati per dirigere ed aumentare la crescita cellulare e stimolare la rigenerazione ossea:
- applicando una corrente alternata al substrato, nanocompositi a base di acido polilattico (PLA) e nanotubi di carbonio a singola parete hanno evidenziato un incremento della proliferazione osteoblastica del 46% e della produzione di calcio del 300%·
- nanotubi in carbonio funzionalizzati con fosfati sostituiscono il ruolo del collagene fibrillare del tipo I come sito di nucleazione per la deposizione e cristallizzazione dell'idrossiapatite (HAP) durante le prime fasi di formazione del tessuto osseo (dopo 14 giorni di mineralizzazione lo strato di HAP raggiunge uno spessore di 3 mm);

### Grafene
Si tratta di una struttura dalle eccezionali proprietà fisiche, chimiche e meccaniche che, accoppiate con l’eccellente biocompatibilità, lo rendono tra i materiali più adatti all’utilizzo nel corpo umano.
In particolare, per quanto riguarda l’ingegneria tissutale, sono di particolare rilevanza l’ossido di grafene (GO), l’ossido di grafene ridotto (rGO) e il carbonil grafene. È infatti da sottolineare la facilità con cui la superficie del grafene può essere funzionalizzata per ottenere i derivati sopra citati.
Le eccezionali proprietà meccaniche possono far pensare ad un utilizzo come sostitutivo del tessuto osseo; tuttavia, la sua intrinseca mancanza di una struttura tridimensionale lo rende inutilizzabile come materiale bulk. D’altra parte, scaffold costituiti da grafene si sono dimostrati particolarmente indicati per la rigenerazione di tessuto osseo, in quanto non solo favoriscono l’attaccamento della matrice extracellulare, ma promuovono spontaneamente il fenomeno dell’osteogenesi.
I graphene-based scaffold hanno inoltre giocato un ruolo fondamentale nello sviluppo tecniche basate sull’utilizzo di cellule staminali grazie alla capacità del grafene di trasmettere segnali elettrici in grado di indurre la loro differenziazione. Altre applicazioni vedono coinvolti cuore, fegato, rene, pelle e tessuto nervoso.
La preparazione di questi tipi di scaffold avviene sia mediante la tecnica top-down che bottom-up, tuttavia è stato sviluppato un metodo per la produzione di schiume di grafene a partire da quelle di nichel. In questa particolare procedura la schiuma di nichel viene usata come substrato su cui è depositato il grafene da fase vapore; il nichel viene successivamente dissolto in modo da ottenere un nano materiale formato interamente da strati di grafene sovrapposti.

### Nanofibre di carbonio
Sono costituite da un singolo foglio di grafene arrotolato a formare una struttura tridimensionale dalla morfologia cilindrica o conica con diametro dell’ordine di grandezza dei 100 nm. Sono caratterizzati da un’elevata flessibilità e un notevole rapporto d’aspetto, il che ha rilevante influenza sul comportamento cellulare, come l’adesione, la proliferazione e la differenziazione. Inoltre, la particolare topografia della superficie molto si avvicina a quella dell’idrossiapatite e del collagene presenti nell’osso naturale; per cui risultano adatti alla rigenerazione del tessuto osseo.
Grazie alle proprietà elettriche le nanofibre di carbonio vengono utilizzate anche nell’ingegneria tissutale riguardante i tessuti neuronali. Un’applicazione in questo ambito prevede la crescita delle nanofibre all’interno di un polimero conduttivo, in modo da formare al suo interno un array di fibre. A questo punto vengono inserite le cellule per la coltura. In scaffold di questo tipo le cellule neuronali presentano buona conducibilità elettrica e connessione con l’array di fibre.[
Solitamente le CNFs vengono prodotte mediante deposizione in fase vapore. 

### Nanotubi Rosetta
Una novità è rappresentata dalle strutture denominate “self-assembly”, ovvero una classe di materiali in grado di formarsi in situ; tra queste, vi sono i nanotubi a rosetta.
Consistono nella ripetizione di unità di DNA formate dall’accoppiamento di Guanina e Citosina, che si assemblano a formare degli anelli (rosetta), i quali a loro volta si legano assialmente per dare origine a dei tubi cavi dal diametro esterno di 3-4 nm e della lunghezza di qualche micron.
Questo tipo di struttura è particolarmente versatile in quanto facilmente funzionalizzabile con aminoacidi, peptidi e piccole molecole a formare delle catene laterali. In tal modo, queste strutture sono in grado di influenzate il comportamento di osteoblasti e condrociti e, inoltre, migliorare le funzionalità della matrice extracellulare.
È stato dimostrato che le RNTs possono aumentare sensibilmente la crescita degli osteoblasti e indurre la differenziazione osteogenica di cellule staminali. Si stanno inoltre studiando come coatings su stent cardiaci in titanio per aumentare l’attaccamento di cellule endoteliali alla superficie all’impianto, in modo da limitare il pericolo di infezioni e movimento lungo il canale.

## Tecniche di produzione
Il successo della rigenerazione tissutale basata sull’utilizzo di scaffold dipende fortemente dalla loro progettazione e fabbricazione. I requisiti indispensabili sono: biocompatibilità, biodegradabilità, proprietà meccaniche ed elasticità adeguate.
Per aumentare le funzionalità dello scaffold spesso sono applicate delle modifiche di bulk (ad esempio copolimerizzazione o l’aggiunta di gruppi funzionali alle catene polimeriche prima della fabbricazione dello scaffold che modificano le proprietà meccaniche e di processing) o superficiali (adottate successivamente alla produzione dello stesso).
Quindi, affinché lo scaffold possa svolgere la sua funzione è importante durante la fabbricazione ingegnerizzare gli aspetti nanostrutturati.
Diversi possono essere gli approcci per ottenere gli scaffold:
- Decellularizzazione di ECM derivante da esseri viventi quali umani, bovini o suini. L’utilizzo di queste strutture porta elevati vantaggi perché la dimensione e la morfologia sono già quelle ottimali e le nano caratteristiche sono intrinseche alla struttura. Lo svantaggio deriva dalla sterilizzazione necessaria per impiantarle nel corpo umano che comporta molto spesso una perdita delle proprietà meccaniche.

- Incapsulamento di cellule in sostanza gelatinosa, molto frequentemente idrogel, che costituiscono i veri e propri scaffold. In questo tipo di approccio, le cellule vengono innanzitutto coltivate in laboratorio e, in un secondo momento, inserite in strutture dalla morfologia nanometrica.

## Processi tecnologici
In questo tipo di approccio per realizzare strutture biomimetiche bisogna porre attenzione ai parametri di processo, che variano in base al tipo di processo utilizzato e al tipo di tessuto a cui è destinato l’impianto. Le dimensioni complessive degli scaffold che si ottengono con i vari processi tecnologici sono micrometriche, ma è possibile riconoscere internamente o superficialmente una morfologia su scala nanometrica.

### Elettrofilatura
L'elettrofilatura, o elettrospinning, è un processo estremamente semplice e permette di sintetizzare strutture fibrose tridimensionali molto complesse, con un buon controllo sull’allineamento delle fibre.
Lo scaffold prodotto con questa tecnica permette di raggiungere un’architettura molto simile a quella dell’ECM, ovvero una rete di nanofibre dal diametro compreso tra i 10-12 nm e con un elevato rapporto d’aspetto. Questo favorisce l’interazione tra scaffold e cellule permettendo a quest’ultime, insieme a ligandi, fattori di crescita e altre biomolecole, una migliore adesione.
È stato dimostrato che la disposizione delle cellule che prolificano all’interno dello scaffold è fortemente influenzata dalla disposizione delle fibre dello stesso; è quindi possibile un’ingegnerizzazione in questo senso al fine di ottenere le proprietà meccaniche desiderate. Altri parametri che influenzano le proprietà meccaniche che possono venir regolati sono porosità, forma e dimensioni delle fibre.
Per i motivi sopracitati, gli scaffold in nanofibra prodotti tramite elettrospinning risultano particolarmente adatti alle applicazioni in ambito biomedico (ad esempio ingegneria tissutale, sutura di ferite, immobilizzazione di enzimi e trasporto di farmaci). In base alla disposizione con cui le fibre nanometriche vengono depositate si possono realizzare scaffold per la rigenerazione di differenti tessuti; in particolare, più è piccolo il diametro della fibra, maggiore sarà la possibilità di rigenerare il tessuto leso. Inoltre, è possibile incorporare delle nanoparticelle al fine di migliorare ulteriormente le funzionalità dello scaffold.
Una variabile a cui bisogna fare attenzione nella sintesi di scaffold attraverso l’elettrospinning è costituita dalla dimensione dei pori, che dev’essere abbastanza piccola da garantire un certo grado di proprietà meccaniche ma anche abbastanza grande da non limitare la velocità di infiltrazione delle cellule, che potrebbe provocare un ritardo nella crescita del tessuto.
La possibilità di processare un ampio numero di polimeri con la tecnica dell'elettrospinning permette di modificare le proprietà meccaniche, fisiche, biologiche e di degradazione dello scaffold scegliendo opportunamente i materiali da impiegare nella fabbricazione delle nanofibre; le proprietà finali desiderate sono ottenute tramite processi di copolimerizzazione e blending polimerico che combinano tra loro differenti omopolimeri, copolimeri o blend naturali e sintetici quali, ad esempio: acido poliglicolico (PGA), acido polilattico (PLA), polidiossanone (PDO), policaprolattone (PCL), blend e copolimeri in PGA e PLA, blend in PGA e PCL, PLA e PCL, PDO e PCL, elastina e collagene.
In fase di produzione diversi parametri di processo possono essere modificati per controllare e affinare le caratteristiche e le funzionalità dello scaffold prodotto:
- concentrazione e viscosità della soluzione polimerica: influiscono sul diametro delle fibre (ad esempio all'aumentare della concentrazione aumenta il diametro)[25];
- geometria del dispositivo di raccolta: una sua variazione modifica la dimensione e la forma dello scaffold[25];
- volume processato: un suo aumento comporta un aumento dello spessore dello scaffold[25];
- velocità di rotazione del dispositivo di raccolta (di solito un disco o un cilindro rotante): permette di controllare l'allineamento delle fibre → alte velocità di rotazione comportano un allineamento delle fibre in direzione parallela alla direzione di rotazione ma possono generare una discontinuità nelle fibre, causando, inoltre, una diminuzione del diametro[26]; basse velocità generano, invece, una loro deposizione random sul dispositivo di raccolta[25].

Altri parametri che controllano lo spessore delle fibre e la loro morfologia sono: elasticità, conduttività e tensione superficiale della soluzione, intensità del campo elettrico, distanza tra la filiera e il dispositivo di raccolta, temperatura e umidità.

### Phase separation e liofilizzazione
La separazione di fase è un processo termodinamico in cui un sistema omogeneo multi-componente genera fasi multiple al fine di abbassare la sua energia libera.
Nel caso specifico di soluzioni polimeriche si genera una fase ricca di polimero e una ricca di solvente (povera di polimero), attraverso l’abbassamento della temperatura o con l'aggiunta di un non-solvente; la separazione di fase porta alla formazione di un gel da cui è possibile poi estrarre la fase ricca di solvente.
Per estrarre la fase ricca di solvente si ricorre al processo di liofilizzazione sottovuoto (processo di freeze-drying): al gel viene aggiunta acqua che per abbassamento della temperatura congela con formazione di cristalli di ghiaccio. I cristalli vengono poi estratti tramite sublimazione così da ottenere una schiuma polimerica i cui vuoti corrispondono alla fase ricca di solvente estratta.
Questo processo produttivo permette la sintesi di un network fibroso percolativo che si traduce in membrane polimeriche porose e scaffold con strutture simili ad una spugna.
Variando i parametri di processo (concentrazione di polimero, tipologia di solvente, temperatura di separazione…) con cui vengono condotti i processi di separazione di fase e di freeze-drying è possibile controllare la distribuzione dimensionale dei pori e la loro interconnettività.

### Self-assembly
La tecnica del self-assembly sfrutta l'organizzazione spontanea e autonoma dei singoli componenti in nanostrutture ordinate e stabili, come nanofibre, nanotubi, vescicole, eliche e-foglietti; il tutto grazie alla formazione di legami non-covalenti.
La dinamica della reazione viene influenzata dalle condizioni ambientali, quali pH, temperatura, presenza di ioni o specie dissolte, ingombri sterici, idrofobicità, stimolazioni elettriche e meccaniche ecc.; tutti questi fattori possono infatti portare all’instaurarsi di legami idrogeno, interazioni elettrostatiche e forze di Van der Waals e quindi ad un'organizzazione dei componenti in strutture complesse.
Il self-assembly è anche il meccanismo tramite cui si formano le numerose nano strutture costituenti la naturale ECM dei tessuti biologici, come collagene, DNA, RNA e peptidi; per questo motivo, e per l’elevata riproducibilità, l’utilizzo di materiali biomimetici auto assemblanti risulta particolarmente adatto per la simulazione delle funzionalità delle cellule in cultura e per la rigenerazione tissutale. Tuttavia, pur permettendo la produzione di strutture dimensionalmente molto simili alle corrispettive naturali, è difficilmente applicabile su scala industriale causa la complessità della procedura e la bassa produttività.

### Produzione additiva
La produzione additiva consente la realizzazione di strutture tridimensionali tramite la deposizione di uno strato di materiale alla volta. In questo modo si possono realizzare con buona precisione strutture complesse dal punto di vista della geometria e della composizione. Inoltre, questo tipo di produzione essendo guidata da un elaboratore permette un’elevata automatizzazione.
Con questo termine ci si può riferire a diversi processi quali: stereolitografia, sinterizzazione laser selettiva, biostampa 3D, tecnologie basate sull’estrusione, modellazione a deposizione fusa.
Si tratta di processi accomunati dal fatto che la realizzazione della struttura è guidata da un sistema CAD-CAM. La deposizione strato su strato e le piccole dimensioni della sorgente laser e della testa di deposizione permettono un elevato controllo su caratteristiche della struttura come porosità, interconnessione tra i pori e rugosità superficiale.

### Nanolitografia
La nanolitografia è una tecnica che consente di ottenere strutture di dimensione nanometrica su una superficie. Nell’ambito della produzione di scaffold può venir utilizzata per produrre pattern superficiali. Le tecniche nanolitografiche applicate in ingegneria tissutale sono:
- La nanofotolitografia o nanolitografia ottica: viene utilizzata luce per trasferire un pattern da una maschera ad un materiale fotosensibile depositato su un substrato, solitamente un wafer in silicio. A seconda del materiale fotosensibile utilizzato è possibile ricorrere a luce UV, raggi X o luce nel vicino infrarosso. Nel caso di biomateriali come proteine si utilizza luce NIR in modo da avere maggiore penetrazione e minore danneggiamento.
- La nanolitografia a fascio elettronico;
- La nanolitografia a fascio ionico;
- La self assembly nanolithography: si sfrutta la capacità dei copolimeri a blocchi di organizzarsi spontaneamente in strutture ordinate di dimensione nanometrica.[30]
- La Soft lithography: un insieme di tecniche appositamente studiate per la realizzazione di pattern superficiali su “materiali soft”. Queste tecniche si basano sull’utilizzo di stampi in materiale elastomerico, in particolare, gli stampi più diffusi sono quelli in PDMS. Tra queste tecniche vi sono:
  - La litografia a stampa. Il pattern viene trasferito dallo stampo alla superficie tramite l’applicazione di pressione, lavorando a temperatura superiore alla temperatura di transizione vetrosa del polimero e successivamente raffreddando;
  - La Replica molding in cui il polimero viene depositato sulla superficie dello stampo e in seguito reticolato in modo da trasferire il pattern realizzato in negativo sullo stampo alla resina.
  - La capillary molding. Essa consiste nel mettere a contatto il pattern realizzato sullo stampo con il substrato in silicio e sfruttare la capillarità per far fluire il polimero liquido all’interno delle cavità presenti tra substrato e stampo. Il polimero viene poi reticolato sfruttando la trasparenza dello stampo alla luce UV.